# Toni Zimmerer
Toni Zimmerer, nom de scène d'Anton Zimmerer (né le 10 juin 1877 à Munich, mort au XXe siècle) est un acteur allemand.

## Biographie
Sa carrière débute à Zurich en 1893, puis il vient à Pettau en 1894, à Graz en 1895, à Prague en 1898, à Tchernivtsi en 1899, à Saint-Gall en 1900 et à Lübeck en 1901, où il interprète principalement des rôles d'amants. De 1903 à 1905, il interprète notamment Hamlet au Théâtre de Düsseldorf. En 1906-1907, il est présent au Neues Schauspielhaus de Berlin. Après 1938, son nom disparaît du Bühnenjahrbuch.
Probablement le plus ancien document sonore d'un poème de Goethe, la ballade Der Totentanz, fut récité par Zimmerer et conservé sur un cylindre phonographique.

## Filmographie
- 1917 : Unsühnbar (de)
- 1917 : Ahasver
- 1917 : Der feldgraue Groschen (de)
- 1918 : Keimendes Leben
- 1919 : Moral und Sinnlichkeit: Keimendes Leben
- 1919 : Mazeppa, der Volksheld der Ukraine
- 1919 : Prinz Kuckuck
- 1919 : Störtebeker
- 1919 : Morphium
- 1919 : Hungernde Millionäre (de)
- 1920 : Uriel Acosta
- 1920 : Der Todfeind
- 1920 : Das Fest der schwarzen Tulpe
- 1920 : Der Schädel der Pharaonentochter
- 1920 : Das Frauenhaus von Brescia
- 1921 : Planetenschieber
- 1921 : Lady Godiva
- 1921 : Der Dämon von Kolno
- 1921 : Die Furcht vor dem Weibe
- 1922 : Die Tigerin (de)
- 1922 : Marizza, genannt die Schmugglermadonna
- 1922 : Sie und die Drei (de)
- 1922 : Monna Vanna
- 1925 : Bismarck, 1. Teil (de)
- 1928 : Der alte Fritz (de)